# Šigeru Čiba
Šigeru Čiba (japonsky 千葉 繁, Čiba Šigeru;* 4. února 1954 Kikuči, Kumamoto), pravým jménem Masaharu Maeda (japonsky 前田 正治, Maeda Masaharu), je japonský herec a seijú. Živil se jako kaskadér, tvůrce zvukových efektů a hudební režisér. Spolupracuje s talentovou agenturou 81 Produce.
Mezi jeho známé role patří: Jošihiro Kira (Džodžo no kimjó na bóken – Diamond wa kudakenai), vypravěč z Hokuto no ken, Megane (Urusei jacura), Rei Ičidó (High School! Kimengumi), Kazuma Kuwabara (Jú jú hakušo), Pilaf (Dragon Ball), Raditz a Garlic Jr. (Dragon Ball Z), Buggy (One Piece), Kefka Palazzo (Dissidia Final Fantasy) a Kóiči Todome (Kerberos saga).

## Vybraná filmografie

### Anime

#### Televizní seriály
- Gaččaman II (1978)
- The Rose of Versailles (1979)
- Učú kúbo burú Noa (1979) (Mičiró Tamura)
- Astro Boy (1980) (Pitatto)
- Densecu kjodžin Ideon (1980) (Gancu Parkingson)
- Nils no fušigi na tabi (1980) (Gusta)
- Dr. Slump (1981) (Cun Cukucun, služebník rodiny Niko-čan, Time-kun, Donbe, Macujama)
- Ašita no Joe 2 (1981) (Mamoru Aojama)
- Taijó no kiba Dougram (1981) (George Juldan)
- Urusei jacura (1981) (Megane)
- Maiččing Mačiko-sensei (1981) (Kunio Jamagata)
- Mahó no Princess Minky Momo: Jume o dakišimete (1982) (Gadžira)
- Sókó kihei Votoms (1983) (Vanilla Varta)
- Perman (1983) (Sabu)
- Čikkun takkun (1984) (Dr. Bell)
- Hokuto no ken (1984) (vypravěč, Joker, Džakó, Kuro-jaša, další postavy)
- Mahó no jósei Persia (1984) (Gera Gera)
- Kikókai Galient (1984) (Red Windu)
- High School! Kimengumi (1985) (Rei Ičidó)
- Mahó no Star Magical Emi (1985) (Teranobu Kuniwake)
- Tači (1985) (Šingo Uesugi, Punch)
- Dragon Ball (1986) (Pilaf, Dolphin)
- Mahó no Idol Pastel Jumi (1986) (Kokkó)
- Maison ikkoku (1986) (Jocuja, Sóičiró-san)
- Saint Seija (1986) (Spartan)
- Hiatari rjókó! (1987) (Kendži Morimacu, Šiničiró Óta)
- Anime Sandžúši (1987) (Rochefort)
- Soreike! Anpanman: Anpanman to tanošii nakamatači (1988) (Dr. Hijari)
- Mašin eijúden Wataru (1988) (bůh smrti)
- Osomacu-kun (1988) (Honkan-san, Rerere no Odži-san, Njarome)
- Sakigake!! Otokodžuku (1988) (Onihige, Mandžimaru)
- Čiisa na ahiru no óki na ai no monogatari: Ahiru no Kwak (1989) (Dolf)
- Dragon Ball Z (1989) (Raditz, Garlic Jr.)
- Kimba the White Lion (3. řada) (1989) (Koko)
- Kidó keisacu Patlabor (1989) (Šigeo Šiba)
- Ranma ½ (1989) (Sasuke Sarugakure)
- Time Trouble Tondekeman! (1989) (Tondekeman)
- Heisei tensai Bakabon (1990) (Omawari-san, Rerere no Odži-san)
- Kinnikuman: Kinniku sei ói sódacu hen (1991) (Kinniku Ataru, Kazuo Nakano)
- Marude Dameo (1991) (Sub-čan)
- Jokojama Micuteru: Sangokuši (1991) (Chua Siung)
- Cooking Papa (1992) (Murakami-san)
- Salad džújúši Tomatoman (1992) (lord Kamakiri)
- Jú jú hakušo (1992) (Kazuma Kuwabara)
- Ghost Sweeper Mikami (1993) (Dr. Chaos)
- Omakase Scrappers (1994) (Nikkado, Džentoru)
- Tottemo! Luckyman (1994) (Dorjoku Sugita, Dorjokuman)
- Bišódžo senši Sailor Moon Super S (1995) (Kurumiwario)
- Virtua Fighter (1995) (Lau Chan, vypravěč)
- Dragon Ball GT (1996) (Pilaf)
- GeGeGe no Kitaró (4. řada) (1996) (Nezumi Otoko)
- Midori no Makibaó (1996) (Čú Hjóei)
- Violinist of Hameln (1996) (Oboe)
- Dokkiri Doctor (1998) (Hadžime Mizukoši)
- Serial Experiments Lain (1998) (úředník)
- Yu-Gi-Oh! (1998) (Kokurano)
- Lupin sansei: Ai no da capo – Fujiko's Unlucky Days (1999) (Nazarov)
- Kamikaze kaitó Jeanne (1999) (důstojník Tódaidži)
- One Piece (1999) (Buggy the Clown)
- ReReRe no tensai Bakabon (1999) (Omawari-san, Rerere no Odži-san)
- Galaxy Angel (2001) (Mr. God)
- Psychic Academy Aura banšó (2002) (Bú)
- Bobobóbo bóbobo (2003) (Hydrate)
- Kondžiki no Gash Bell!! (2003) (Belgim E.O.)
- Bóken ó Beet (2004) (Merumondo)
- Black Jack (2004) (Dr. Andó)
- Bleach (2004) (Don Kan'ondži)
- Ueki no hósoku (2005) (Gengoró Ueki)
- Inukami! (2006) (Kawarazaki Naoki)
- Kage kara Mamoru! (2006) (mimozemský kapitán)
- Spider Riders (2006) (Brutus)
- Dragon Ball Z Kai (2009) (Raditz, dědeček Son Gohan)
- Transformers (Megatron)
- Touch (Šingo Uesugi, Punch)